# Tour d'Oman 2014
El Tour d'Oman 2014 va ser la cinquena edició del Tour d'Oman. La cursa es disputà entre el 18 i el 23 de febrer de 2014. Organitzada per l'ASO, formà part l'UCI Àsia Tour, amb una categoria 2.HC.
Per segon any consecutiu, la cursa va ser guanyada pel ciclista del Team Sky Chris Froome, amb la qual cosa es convertia en el primer ciclista a repetir victòria en la cursa. Froome guanyà la general gràcies a la seva victòria en l'etapa reina, la penúltima de la cursa, que li va servir per a obtenir el liderat i mantenir-lo en la darrera etapa. Froome superà en 26" al segon classificat, l'estatunidenc Tejay van Garderen (BMC Racing Team, i en 31 a Rigoberto Urán (Omega Pharma-Quick Step).
En les classificacions secundàries, André Greipel (Lotto-Belisol) guanyà la classificació dels punts, després de guanyar tres etapes durant la cursa, mentre la classificació dels joves fou per Romain Bardet (AG2R La Mondiale), tretzè en la general. La classificació de la combativitat fou per Preben van Hecke (Topsport Vlaanderen-Baloise), mentre el Team Sky guanyà la classificació per equips.

## Equips
En aquesta edició del Tour d'Oman hi prenen part 18 equips: 13 ProTeams I 5 equips continentals professionals, que l'organització va fer públics el 22 de gener de 2014:
| Nom de l'equip          | País          | Codi |
| ----------------------- | ------------- | ---- |
| AG2R La Mondiale        | França        | ALM  |
| Astana Qazaqstan Team   | Kazakhstan    | AST  |
| Belkin Pro Cycling Team | Països Baixos | BEL  |
| BMC Racing Team         | Estats Units  | BMC  |
| Cannondale              | Itàlia        | CAN  |
| FDJ                     | França        | FDJ  |
| Team Katusha            | Rússia        | KAT  |
| Lotto-Belisol           | Bèlgica       | LTB  |
| Omega Pharma-Quick Step | Bèlgica       | OPQ  |
| Orica-GreenEDGE         | Austràlia     | OGE  |
| Team Sky                | Regne Unit    | SKY  |
| Team Tinkoff-Saxo       | Rússia        | TCS  |
| Trek Factory Racing     | Estats Units  | TFR  |

| Nom de l'equip              | País         | Codi |
| --------------------------- | ------------ | ---- |
| Bardiani Valvole-CSF Inox   | Itàlia       | BAR  |
| IAM Cycling                 | Suïssa       | IAM  |
| NetApp-Endura               | Alemanya     | TNE  |
| Topsport Vlaanderen-Baloise | Bèlgica      | TSV  |
| UnitedHealthcare            | Estats Units | UHC  |

## Etapes
| Etapa    | Data         | Recorregut                           |                   | Km    | Guanyador                | Líder               |
| -------- | ------------ | ------------------------------------ | ----------------- | ----- | ------------------------ | ------------------- |
| 1a etapa | 18 de febrer | As Suwayq Castle - Naseem Garden     | Etapa plana       | 164,5 | André Greipel (GER)      | André Greipel (GER) |
| 2a etapa | 19 de febrer | Al Bustan - Quriyat                  | Etapa plana       | 139,0 | Alexander Kristoff (NOR) | Leigh Howard (AUS)  |
| 3a etapa | 20 de febrer | Bank Muscat - Al Bustan              | Etapa trencacames | 145,0 | André Greipel (GER)      | André Greipel (GER) |
| 4a etapa | 21 de febrer | Wadi Al Abiyad - Ministry of Housing | Etapa trencacames | 173,0 | Peter Sagan (SVK)        | Peter Sagan (SVK)   |
| 5a etapa | 22 de febrer | Bidbid - Jabal Al Akhdhar            | Etapa de muntanya | 147,5 | Chris Froome (GBR)       | Chris Froome (GBR)  |
| 6a etapa | 23 de febrer | As Sifah - Corniche de Matrah        | Etapa plana       | 146,5 | André Greipel (GER)      | Chris Froome (GBR)  |

## Classificacions finals

### Classificació general
|    | Ciclista                 | Equip                   | Temps       |
| -- | ------------------------ | ----------------------- | ----------- |
| 1  | Chris Froome (GBR)       | Team Sky                | 22h 02' 26" |
| 2  | Tejay van Garderen (USA) | BMC Racing Team         | + 26"       |
| 3  | Rigoberto Urán (COL)     | Omega Pharma-Quick Step | + 31"       |
| 4  | Joaquim Rodríguez (CAT)  | Team Katusha            | + 48"       |
| 5  | Robert Gesink (NED)      | Belkin Pro Cycling Team | + 57"       |
| 6  | Domenico Pozzovivo (ITA) | AG2R La Mondiale        | + 1' 01"    |
| 7  | Sergio Henao (COL)       | Team Sky                | + 1' 19"    |
| 8  | Roman Kreuziger (CZE)    | Team Tinkoff-Saxo       | + 1' 25"    |
| 9  | Johann Tschopp (SUI)     | IAM Cycling             | + 1' 32"    |
| 10 | Daniel Moreno (ESP)      | Team Katusha            | + 1' 34"    |

### Classificacions secundàries
|             | Ciclista             | Equip         | Punts |
| ----------- | -------------------- | ------------- | ----- |
| Mallot verd | André Greipel (GER)  | Lotto-Belisol | 45    |
| 2           | Nacer Bouhanni (FRA) | FDJ           | 34    |
| 3           | Peter Sagan (SVK)    | Cannondale    | 28    |

|              | Ciclista               | Equip            | Temps       |
| ------------ | ---------------------- | ---------------- | ----------- |
| Mallot blanc | Romain Bardet (FRA)    | AG2R La Mondiale | 22h 04' 19" |
| 2            | Kenny Elissonde (FRA)  | FDJ              | + 52"       |
| 3            | David de la Cruz (ESP) | NetApp-Endura    | + 1' 17"    |

|                          | Equip            | Temps       |
| ------------------------ | ---------------- | ----------- |
| Classificació per equips | Team Sky         | 66h 11' 00" |
| 2                        | IAM Cycling      | + 2' 30"    |
| 3                        | AG2R La Mondiale | + 3' 02"    |

|              | Ciclista               | Equip                       | Punts |
| ------------ | ---------------------- | --------------------------- | ----- |
| Combativitat | Preben van Hecke (BEL) | Topsport Vlaanderen-Baloise | 21    |
| 2            | Jelle Wallays (BEL)    | Topsport Vlaanderen-Baloise | 15    |
| 3            | Nicola Boem (ITA)      | Bardiani Valvole-CSF Inox   | 13    |

## Evolució de les classificacions
| Etapa | Vencedor           | Classificació general | Classificació per punts | Classificació dels joves | Combativitat     | Classificació per equips    |
| ----- | ------------------ | --------------------- | ----------------------- | ------------------------ | ---------------- | --------------------------- |
| 1     | André Greipel      | André Greipel         | André Greipel           | Leigh Howard             | Preben van Hecke | Topsport Vlaanderen-Baloise |
| 2     | Alexander Kristoff | Leigh Howard          | Leigh Howard            | Leigh Howard             | Preben van Hecke | Topsport Vlaanderen-Baloise |
| 3     | André Greipel      | André Greipel         | André Greipel           | Leigh Howard             | Preben van Hecke | Omega Pharma-Quick Step     |
| 4     | Peter Sagan        | Peter Sagan           | André Greipel           | Peter Sagan              | Preben van Hecke | Orica-GreenEDGE             |
| 5     | Chris Froome       | Chris Froome          | André Greipel           | Romain Bardet            | Preben van Hecke | Team Sky                    |
| 6     | André Greipel      | Chris Froome          | André Greipel           | Romain Bardet            | Preben van Hecke | Team Sky                    |
| Final | Final              | Chris Froome          | André Greipel           | Romain Bardet            | Preben van Hecke | Team Sky                    |